# An Post

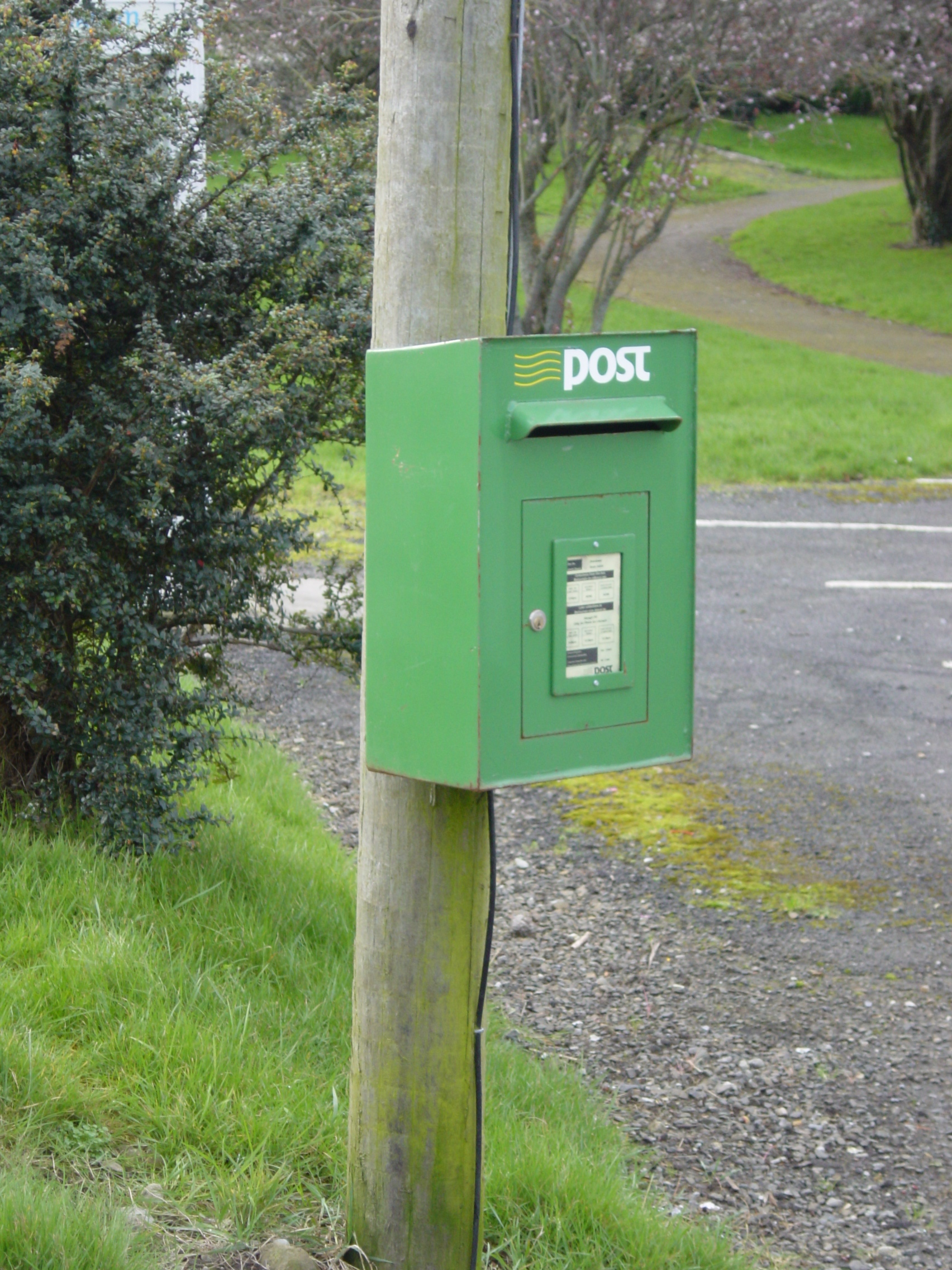
O căsuţă poştală putând însemnele An Post

An Post (Poșta în irlandeză) este serviciul național de poștă în Irlanda. Compania de stat a fost formată în 1984, când Departamentul de Poște și Telegraf a fost împărțit în An Post și Telecom Éireann (furnizorul de servicii telefonice, care acum este numit Eircom).